# Back Home (Eric Clapton-album)
A Back Home a brit gitáros-énekes dalszerző Eric Clapton 2005-ben kiadott stúdióalbuma. Az album 2005. augusztus 29-én jelent meg a nemzetközi piacon és egy nappal később az Egyesült Államokban. A Reptile című 2001-ben kiadott lemez óta ez az első album, amely saját anyagot tartalmaz. A Back Home-ot megelőző 2004-es Me and Mr. Johnson Robert Johnson számok feldolgozását tartalmazza – tisztelegve a legendás blues gitáros előtt.

## Az album dalai
| 1.    | So Tired               | Eric Clapton, Simon Climie                |  | 4:47 |
| 2.    | Say What You Will      | Clapton, Climie                           |  | 4:35 |
| 3.    | I'm Going Left         | Stevie Wonder, Syreeta Wright             |  | 4:03 |
| 4.    | Love Don't Love Nobody | Joseph Jefferson, Charles Simmons         |  | 7:13 |
| 5.    | Revolution             | Clapton, Climie                           |  | 5:05 |
| 6.    | Love Comes to Everyone | George Harrison                           |  | 4:35 |
| 7.    | Lost and Found         | Doyle Bramhall II, Jeremy Stacey          |  | 5:21 |
| 8.    | Piece of My Heart      | Bramhall II, Susan Melvoin, Mike Elizondo |  | 4:22 |
| 9.    | One Day                | Vince Gill, Beverly Darnall               |  | 5:20 |
| 10.   | One Track Mind         | Clapton, Climie                           |  | 5:04 |
| 11.   | Run Home to Me         | Clapton, Climie                           |  | 6:18 |
| 12.   | Back Home              | Clapton                                   |  | 3:33 |
| 60:17 |                        |                                           |  |      |

## Közreműködők
- Eric Clapton – ének, gitár
- Steve Winwood – billentyűs hangszerek
- Billy Preston – billentyűs hangszerek, Hammond-orgona
- Nathan East – basszusgitár
- Vince Gill – gitár
- Steve Gadd – dob
- Pino Palladino – basszusgitár
- John Mayer – gitár
- Abe Laboriel, Jr. – dob
- Gavyn Wright – hegedű

## Turné
A 2006-os év folyamán a Back Home Tour című világ-körüli turné alkalmával 2006. július 18-án Budapesten a Papp László Arénában megrendezett koncert keretein belül is bemutatásra került a lemez anyagának egy része. Ez volt Eric Clapton első – és eddig egyetlen – magyarországi fellépése.